# 福氏鈍塘鱧
福氏鈍塘鱧（学名：Amblyeleotris fontanesii），为輻鰭魚綱鰕虎鱼目鰕虎亞目鰕虎魚科鈍塘鱧屬的其中一種，分布於西太平洋區，包括琉球群島、臺灣南部、印尼、菲律賓、澳洲、巴布亞紐幾內亞、帛琉、菲律賓及所羅門群島等海域，本魚體綠色，背面紅色，腹部有三個寬的暗色條紋，在頭上部與淡紅黃色的魚鰭上有小珠色的斑點，背鰭硬棘7枚;背鰭軟條15枚;臀鰭硬棘1枚;臀鰭軟條16-17枚，體長可達25公分，為底棲性魚類，棲息在泥底質的沿岸及河口區，可做為觀賞魚。

## 扩展阅读
維基物種上的相關：福氏鈍塘鱧